# Festuca xenophontis
Festuca xenophontis är en gräsart som beskrevs av Markgr.-dann. Festuca xenophontis ingår i släktet svinglar, och familjen gräs. Inga underarter finns listade i Catalogue of Life.